# Техничка школа Бечеј
Техничка школа Бечеј је средња школа у Бечеју основана 17. маја 1886. године под називом Старобечејска занатска школа, док данашње име усваја 1996.

## Историја
Техничка школа у Бечеју настала је у 19. веку, 17. маја 1886. године, када је сагласност за рад школе дало Министарство просвете и вера. Назив школе је био Старобечејска занатска школа. Први учитељи су били Ференц Ковач и Јожеф Фарбаш, а управитељ Мартон Дернер. Школу је похађало 164 ученика распоређених на 33 заната: кројачи, ципелари, ситари, дрводеље, чешљари, калајџије, драхслери, лончари, папучари, сапунџије и др.
Године 1909. школа је добила ново име, Нижа општинска занатска школа. Управник је био Ђерђ Уграи, а наставно особље: Јулка Милованов, Ђерђ Пеце, Иштван Фелдер и Антун Лацковић. Непосредно после Првог светског рата нови назив школе је Занатско-трговачка школа.
Женска занатска школа оформљена је 1925. године. У школу су се уписивале ученице са навршених 12 година, а прве године их је било 27. Учитељице су им биле Олга Ђорђевић и Кристина Кодић. Ново име Општа занатско-трговачка школа, добила је 1926. године.
После 1933. године школа је преименована у Стручну продужну школу општине, а 1945. у Школу ученика у привреди. Године 1953. преселила се у данашњу зграду. У складу са друштвеним променама, мењала је називе и програме више пута: „Момчило Шарановић” (1958), Школа за квалификоване раднике „Момчило Шарановић” (1967), Центар за позивноусмерено образовање средњег ступња металске струке „Момчило Шарановић” (1977), Машинска школа „Момчило Шарановћ” (1990). Од 1996. године школа носи данашњи назив Техничка школа.